# Kalvarienberg (Feldafing)

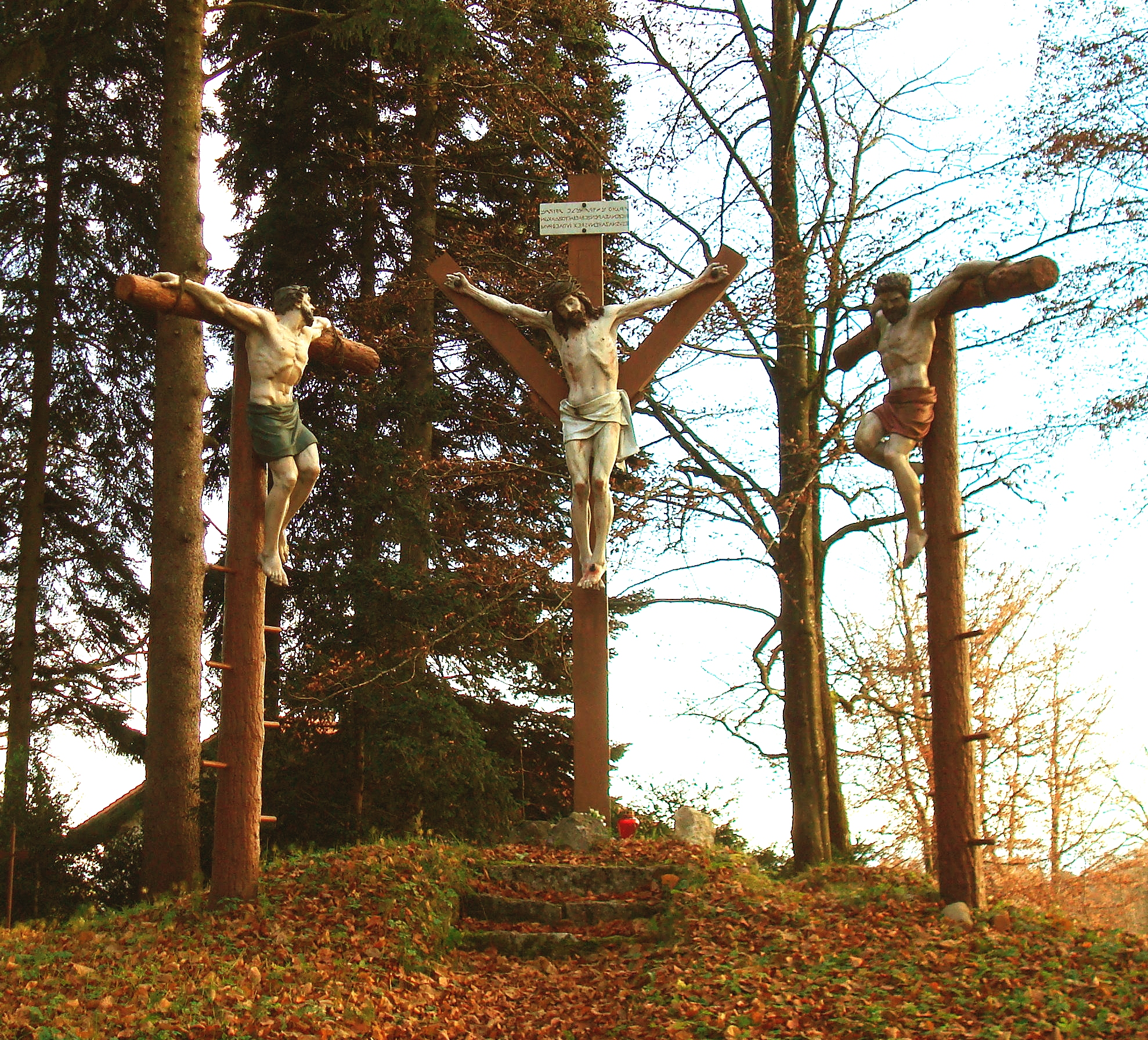
Kreuzigungsgruppe auf dem Kalvarienberg

Der Kalvarienberg in Feldafing besteht aus einer Kreuzigungsgruppe und einem Kreuzweg auf einer Anhöhe nördlich der Ortsmitte. Das denkmalgeschützte Ensemble entstand auf Anregung des Feldafinger Pfarrers Eduard Maria Clos von 1864 bis 1891. Die Station XII stiftete Kaiserin Elisabeth von Österreich-Ungarn im Jahre 1890. In der Bayerischen Denkmalliste ist er mit der Nr. D-1-88-118-18 verzeichnet.

## Geschichte

### Entstehung
Angeblich wollte der Feldafinger Pfarrer Eduard Maria Clos einen eigenen Kalvarienberg errichten, da die Feldafinger auf dem Rückweg vom Possenhofenener Berg stets an der Gaststätte „Zum Fischmeister“ vorbeikamen. Schließlich erhielt er 1864 vom Hofmarschallamt 3/4 Tagwerk für sein Projekt. Dafür wurde bis 1865 zunächst die Hügelkuppe abgeflacht und eine Sandgrube verfüllt. Die Kreuzwegstationen sollten nach den Visionen der 1824 gestorbenen Mystikerin Anna Katharina Emmerick gestaltet werden.

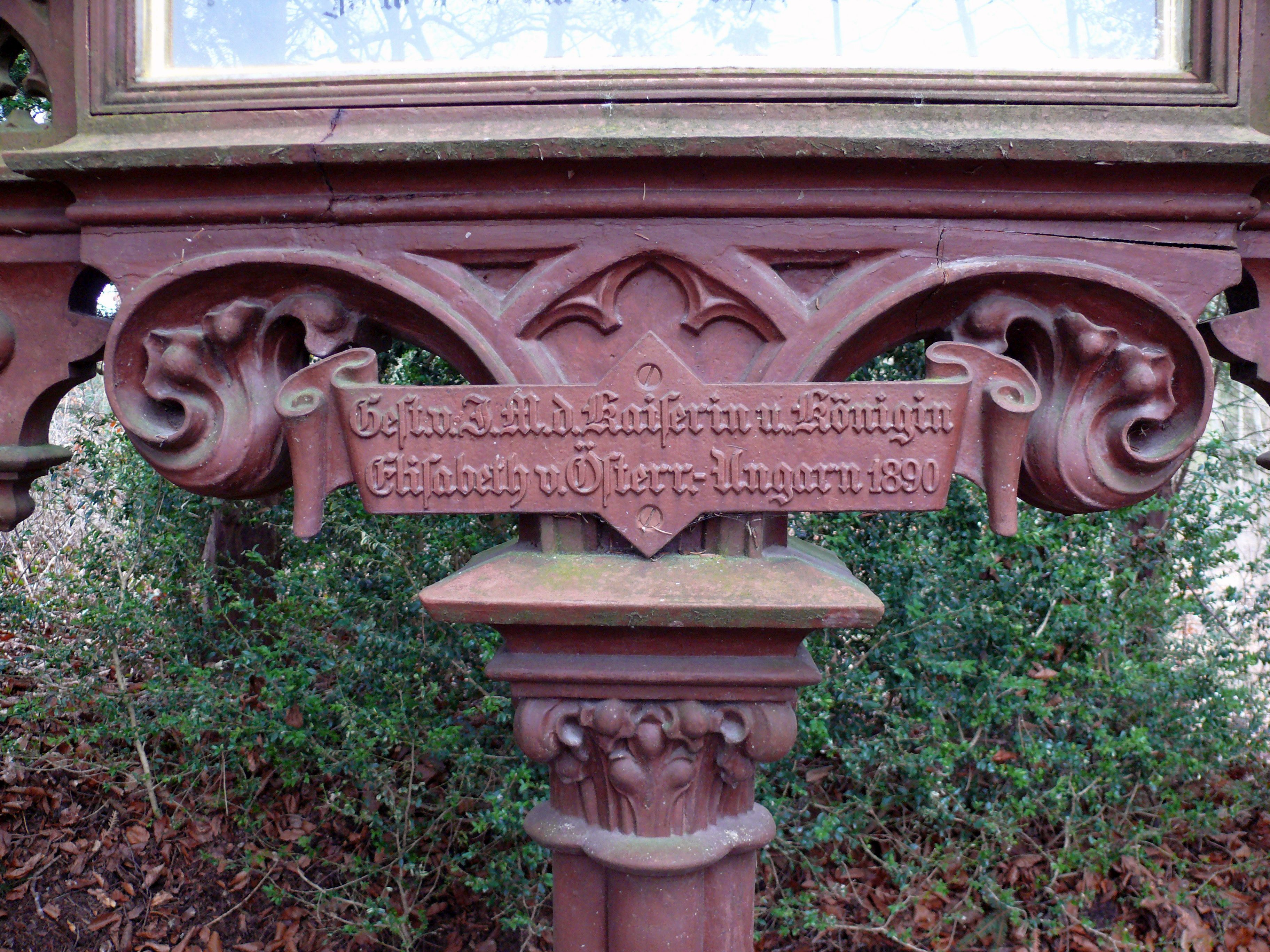
Stifterplakette zu Station XII von Kaiserin Elisabeth

Ein erster Vertrag über Figuren für die Kreuzigungsgruppe konnte 1867 durch den Tod des Bildhauers nicht erfüllt werden. In den nächsten Jahren sammelte Clos Spenden, bis er 1885 den restlichen Hügel vom Hofmarschallamt erwerben konnte, um nun mit der Verwirklichung des Kalvarienbergs zu beginnen. Die Jesusfigur wurde 1886 von Hans Nachreiner von der Münchner Kunstakademie in Gips nach dem Schweißtuch der Veronika und dem Turiner Grabtuch angefertigt. Sie wurde zusammen mit den Schächern in der Gießerei Kustermann in Zink gegossen und von Josef Pfefferle farblich gefasst. Die Kreuze der Schächer sind nach Tutzinger Föhren in Eisen gegossen und haben die Form eines Taukreuzes. Das Kreuz Christi in der Mitte wurde in Anlehnung an Emmericks Visionen als Gabelkreuz (Coesfelder Kreuz) gestaltet und erst nach längeren Debatten mit der Diözese Augsburg genehmigt. Die Form wurde als unhistorisch und irreführend betrachtet.
Schließlich wurde die Kreuzigungsgruppe im September und Oktober 1887 auf einem niedrigen, von einem Ringwall umgebenen Hügel in der Mitte des Gipfelplateaus des Kalvarienbergs aufgestellt und am 8. September 1888 geweiht. Im Münchener Fremdenblatt wurden die Kreuzigungsgruppe und besonders der Christuskopf als gelungen besprochen. Ein denkmalgeschützter gusseiserner Wegweiser, der nach 1862 entstand, weist an der Wielinger Straße/Ecke Kalvarienbergstraße zum „Calvarienberge“ (Denkmalliste Nr. D-1-88-118-46).
Ab 1890 entstanden die 14 Kreuzwegstationen nach Entwürfen des Architekten Johann Marggraff. Die Reliefs wurden von den Bildhauern Gebrüder Preckel aus Stadtamhof geschaffen und erneut von Pfefferle farblich gefasst. Papst Leo XIII. gewährte einen Ablass für die Absolvierung des Kreuzweges, der schließlich am 28. August 1892 vom Provinzial der Bayerischen Franziskanerprovinz, Petrus von Hötzl, geweiht wurde; von Hötzl wurde 1895 Bischof von Augsburg. Die Stationen kosteten insgesamt 7700 Mark, die von privaten Spendern übernommen wurden. Darunter waren Kaiserin Elisabeth von Österreich-Ungarn (Station XII) und Albert von Thurn und Taxis (Station XIII).
Die Form der Stationshäuschen ist einer gotischen Monstranz mit einem Bildschrein in der Mitte nachempfunden. Dieser ruht auf einem zierlichen Säulenfuß und sitzt auf einem achteckigen Steinsockel. Der Schrein wird von einem eingefassten Holzkreuz bekrönt.
Pfarrer Clos vermachte das Grundstück der Kirchenverwaltung Feldafing. Seit 1938 war es im Eigentum der Reichsschule Feldafing.

### Sanierungen
In den 1990er-Jahren wurde das Ensemble saniert. Dazu wurde ein Förderverein gegründet, der Spenden für eine Sanierung sammelte. Im Jahr 2006 übernahm der Freistaat Bayern als Eigentümer die Hälfte der Kosten, während die Gemeinde Feldafing durch Spenden in Höhe von 30.000 Euro die andere Hälfte finanzierte.
Daraufhin wurde über die Eigentümerschaft verhandelt, und die Gemeinde Feldafing kaufte das Grundstück 2011 für den symbolischen Preis von einem Euro von der Kirchengemeinde. Der Förderverein löste sich 2015 wegen Überalterung der Mitglieder auf, und das Vermögen ging an die Gemeinde. Im Jahr 2020 mussten einige der alten Buchen aus Sicherheitsgründen gefällt werden.